# 灰穴䳍
灰穴䳍（学名：Crypturellus cinereus）是䳍科穴䳍屬的一种鸟类。

## 特征
灰穴䳍体重约506.63克，翼长约162.4毫米，嘴峰约31毫米，喙宽度约5.2毫米，喙厚度约5.4毫米，跗蹠长约49.8毫米，尾长约55.9毫米。灰穴䳍在其分布区内为留鸟，其栖息在密集的高大的树木组成的森林中。食性为草食性。

## 分布
哥伦比亚东南部至圭亚那、委内瑞拉南部、玻利维亚北部和巴西东北部。